# Cantonul Boulogne-sur-Mer-Sud
Cantonul Boulogne-sur-Mer-Sud este un canton din arondismentul Boulogne-sur-Mer, departamentul Pas-de-Calais, regiunea Nord-Pas-de-Calais, Franța.

## Comune
| Comune                  | Populație (1999) | Cod poștal | Cod INSEE |
| ----------------------- | ---------------- | ---------- | --------- |
| Baincthun               | 1 207            | 62360      | 62075     |
| Boulogne-sur-Mer        | 44 859 (1)       | 62200      | 62160     |
| Echinghen               | 355              | 62360      | 62281     |
| Saint-Martin-Boulogne   | 11 499           | 62280      | 62758     |
| La Capelle-lès-Boulogne | 1 545            | 62360      | 62908     |